# São Bartolomeu de Minas
São Bartolomeu de Minas é um distrito do município  de Cabo Verde (Minas Gerais).Pela lei municipal nº 1934, de 12 de março de 2001, foi elevado a distrito e anexado ao município de Cabo Verde.O nome é uma homenagem a São Bartolomeu santo de devoção dos primeiros moradores locais.
O distrito é margeado pela BR-146. 